# Maximin Brocard
Pour les articles homonymes, voir Brocard.
Maximin Brocard, né François Maximin Brocard, est un homme politique français, né à Menétru-le-Vignoble (Jura) le 23 décembre 1860 et décédé en ladite commune le 21 décembre 1937.

## Biographie
Fils de viticulteurs, François Brocard s'orienta rapidement dans la même voie que ses parents. Après des études secondaires à Lons-le-Saunier, il prit la tête de l'exploitation familiale de Menétru-le-Vignoble. François Brocard prend par la suite des responsabilités à l'Office départemental agricole ainsi qu'à la Caisse régionale du Crédit agricole, deux institutions dont il deviendra par la suite le président, ainsi que de la fédération départementale des syndicats d'élevage.
Maire de Menétru-le-Vignoble, François Brocard fut élu Conseiller général du Jura en 1898. Âgé de soixante ans et ayant acquis, de par ses multiples fonctions, une notoriété départementale, Brocard décida de se présenter au renouvellement sénatorial du 11 janvier 1920 où il l'emporta au second tour avec 56,39 % des voix (468 voix sur 830 suffrages exprimés). D'obédience radicale, Brocard s'inscrivit au groupe de la Gauche Démocratique. Il rejoignit la Commission de l'agriculture du Sénat. 
Réélu en 1924 (par 57 % des voix au deuxième tour de scrutin), François Brocard décida de ne pas se représenter aux élections sénatoriales du 16 octobre 1932. Retraité de la politique, Il reprit son exploitation de Menétru-le-Vignoble où il décéda le 21 décembre 1937, alors âgé de 77 ans.

## Sources
- « Maximin Brocard », dans le Dictionnaire des parlementaires français (1889-1940), sous la direction de Jean Jolly, PUF, 1960 [détail de l’édition]